# 尾張町 (浜松市)
尾張町（おわりちょう）は静岡県浜松市中央区の町名。丁番を持たない単独町名である。住居表示未実施。

## 地理
浜松市中央区の中心部に位置する。東で北田町、常盤町及び田町、西で元城町、南で池町、北で元目町と接する。

### 学区
- 浜松市立中部小学校（浜松中部学園）
- 浜松市立中部中学校（浜松中部学園）

## 歴史
下垂（しもだれ）町及び尾張町は江戸時代の浜松宿下における城を維持するための職人と商人の町で、職業ごとに町が構成され、城の御用を務める無役町のうちの1町であったことに端を発する。なお、尾張町が下垂町に編入された年月日は不明となっている。

### 沿革
- 1882年（明治15年） - 下垂町から浜松下垂町に町名変更を行う。
- 1889年（明治22年）4月1日 - 町村制の施行により、敷知郡浜松下垂町が周辺の町村と合併して敷知郡浜松町となる[WEB 7]。旧町名は浜松町の大字として残る[書籍 2]。
- 1896年（明治29年）4月1日 - 郡制の施行により、浜松町の所属郡が浜名郡に変更となる。
- 1911年（明治44年）7月1日 – 浜松町が市制施行して浜松市となる。
- 1925年（大正14年）5月1日 -  地籍整理により、大字下垂から尾張町に町名変更を実施。また、大字田及び大字元城の各一部を編入。さらに、一部を北田町へ編入[書籍 3]。
- 2007年（平成19年）4月1日 - 浜松市が政令指定都市となる。尾張町は中区の一部となる。
- 2024年（令和6年）1月1日 - 浜松市の行政区再編により、尾張町は中央区の一部となる。

## 施設
- 明治安田生命保険相互会社 浜松東営業所

## 交通

### バス
- 遠鉄バス - 尾張町停留所が設置されている。
  - 30・31舘山寺線：浜松駅行／伊佐見橋・舘山寺町・村櫛・浜名湖ガーデンパーク行
  - 36ひとみヶ丘線：浜松駅行／湖人見団地・山崎行
  - 37大久保線：浜松駅行／田端住宅行
  - 61内野台線：浜松駅行／内野台車庫・サンストリート浜北行

### 道路
- 浜松市道田町高林線（二俣街道）

## その他

### 警察
警察の管轄区域は以下の通りである。
| 番・番地等 | 警察署         | 交番・駐在所 |
| ---------- | -------------- | ------------ |
| 全域       | 浜松中央警察署 | 新川交番     |

### 消防
消防の管轄区域は以下の通りである。
| 番・番地等 | 消防署   | 本署/出張所 |
| ---------- | -------- | ----------- |
| 全域       | 中消防署 | 本署        |

### 書籍
1. ↑  『浜松市史 ニ』浜松市役所、1971年3月31日、93頁。
2. ↑  『浜松市史 三』浜松市役所、1980年3月26日、177頁。
3. ↑  『浜松市史 三』浜松市役所、1980年3月26日、355,356頁。

### WEB
1. ↑  “h02_22.csv”.   総務省 (2022年2月10日). 2024年10月2日閲覧。
2. ↑  “chuouku_menseki.xlsx”.   浜松市 (2024年3月12日). 2024年10月2日閲覧。
3. ↑  “静岡県 浜松市中央区 尾張町の郵便番号 - 日本郵便”.   日本郵便. 2025年2月15日閲覧。
4. ↑  “市外局番の一覧”.   総務省 (2022年3月1日). 2024年10月2日閲覧。
5. ↑  “事業所案内及び管轄地域（事務所3件、分室3件）”.   一般社団法人静岡県自動車会議所. 2024年10月2日閲覧。
6. ↑  “住居表示実施状況”.   浜松市 (2024年1月4日). 2024年6月12日閲覧。
7. ↑  “historyofcities.pdf”.   静岡県総務部合併推進室・財団法人静岡県市町村振興協会. 2024年10月11日閲覧。
8. ↑  “新川交番｜静岡県警察”.   静岡県警察 (2024年1月1日). 2024年6月17日閲覧。
9. ↑  “消防署の町別管轄「お」／浜松市”.   浜松市 (2024年3月21日). 2024年6月17日閲覧。